# Janne Pesonen
Janne Pesonen, född 11 maj 1982 i Suomussalmi, är en finländsk professionell ishockeyspelare som spelar för Växjö Lakers i SHL.
Pesonen valdes av Anaheim Ducks som 269:e spelare totalt i 2004 års NHL-draft.
Pesonen har representerat det finska ishockeylandslaget vid ett flertal tillfällen, bland annat i VM 2011 i Slovakien, där laget lyckades ta guld efter finalvinst mot Sverige.

## Klubbar
- Hokki 1997–1998, 2002–2003
- Oulun Kärpät 1999–2008
- Pittsburgh Penguins 2008–2009
- Wilkes-Barre/Scranton Penguins 2008–2009
- Ak Bars Kazan 2009–2011, 2012–2014
- HIFK Hockey 2011–2012
- Skellefteå AIK 2014–2016
- HC Ambrì-Piotta 2016–2017
- Växjö Lakers 2017–

## Meriter
- Årets rookie i FM-ligan: 2003-2004
- Vinnare av FM-ligan (med Oulun Kärpät): 2004, 2005, 2007, 2008
- Vinnare av Gagarin Cup (med Ak Bars Kazan): 2010
- VM-guld 2011